# Gare de Shin-Fuji
La gare de Shin-Fuji (新富士駅, Shin-Fuji-eki) est une gare ferroviaire de la ville de Fuji, dans la préfecture de Shizuoka au Japon. La gare est uniquement desservie par la ligne Shinkansen Tōkaidō de la JR Central.

## Situation ferroviaire
La gare de Shin-Fuji est située au point kilométrique (PK) 135,0 de la ligne Shinkansen Tōkaidō.

## Historique
La gare de Shin-Fuji a été inaugurée le 13 mars 1988.

## Service des voyageurs

### Accueil
La gare dispose d'un bâtiment voyageurs, avec guichets, ouvert tous les jours.

### Desserte
- Ligne Shinkansen Tōkaidō :
  - voie 1 : direction Shin-Yokohama et Tōkyō
  - voie 2 : direction Nagoya et Shin-Osaka

### Intermodalité
La gare de Fuji (ligne principale Tōkaidō) est située à 2 km.
Des bus permettent de rejoindre la cinquième station du Mont Fuji.